# 拉讷维尔-博斯蒙
拉讷维尔-博斯蒙（法語：La Neuville-Bosmont）是法国皮卡第大区埃纳省的一个市镇，属于拉昂区马尔勒县。该市镇2009年时的人口为187人。

## 人口
拉讷维尔-博斯蒙人口变化图示
| 数据来源：INSEE |